# Osvaldo Montes (Bandoneonist)

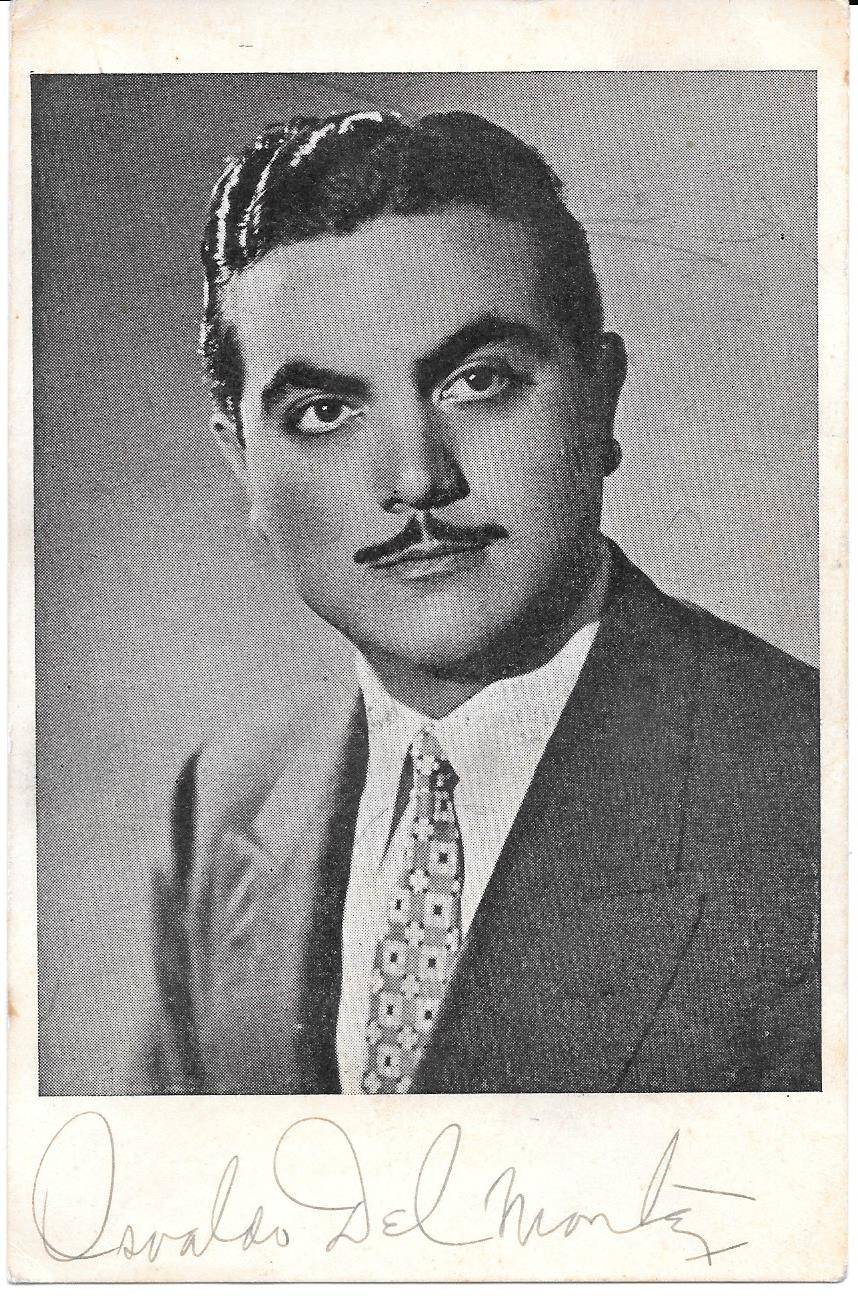
Oswald del Montes

Osvaldo „Marinero“ Montes (* 8. Januar 1934 in Rosario; † 4. Juli 2014) war ein argentinischer Bandoneonist und Tangomusiker.

## Leben
Montes, genannt „El Marinero“, war Schüler von Egidio Presenti und später von Pedro Caifano und Antonio Ríos. Er studierte Harmonielehre bei René Teseo und Alberto Coronato und nahm noch im hohen Alter drei Jahre Trompetenunterricht am Instituto del Teatro Colón. Als professioneller Musiker debütierte er dreizehnjährig mit dem Orchester von Raúl Bianchi, dem er zwölf Jahre angehörte. 1955 kam er nach Buenos Aires und wurde Mitglied des Orchesters von Miguel Nijenson, zwei Jahre später begann er seine Laufbahn als Bandoneon-Solist.
Er spielte in den nächsten Jahren in den Orchestern von Enrique Francini, Armando Lacava, Miguel Caló, Ángel Domínguez und Enrique Alessio und trat als Begleiter der Sänger Alberto Marino und Siro San Román auf. 1962 trat er in das Orchester von Leopoldo Federico ein, mit dem er den Sänger Julio Sosa begleitete. Nach dessen Tod unternahm er mit den Orchestern Horacio Salgáns und Mariano Mores’ Konzertreisen durch Nord- und Südamerika und durch die Karibik. Zwischen 1968 und 1971 reiste er mit dem Quinteto Buenos Aires durch die Sowjetunion, Kolumbien, Peru, Costa Rica und Brasilien. Mit dem Orchester von Atilio Stampone trat er in der New Yorker Carnegie Hall auf.
Er spielte im Orquesta  del Tango de Buenos Aires und bildete ein Duo mit dem Gitarristen Aníbal Arias, mit dem er zwölf Konzertreisen nach Japan unternahm und zwei Alben aufnahm. Aufnahmen spielte er auch mit den Sängern Julio Sosa, Néstor Fabián, Alberto Marino, Floreal Ruiz, Edmundo Rivero, Roberto Goyeneche, Nito Mores, Libertad Lamarque und Mercedes Simone und den Ensembles von Atilio Stampone, Alfredo Gobbi, Miguel Caló, Mariano Mores, Pedro Laurenz und Horacio Salgán ein.